# Portalada des de Tarrau
La Portalada des de Tarrau és una obra de Bagergue al municipi Naut Aran (Vall d'Aran) inclosa a l'Inventari del Patrimoni Arquitectònic de Catalunya.

## Descripció
Porta d'execució rústica,definida per barcals de grans carreus que imiten la estructura dels elements de suport clàssics disposant blocs de pedra perpendiculars als del fust en les bases i capitells. Aquests darrers inclouen fins i tot elements sobresortints, a manera de permòdols que contribueixen a aguantar una llinda monolítica que presenta en relleu la data de 1657 i culmina a manera d'un arc escarser.L'intradós de la porta és ornat amb una motllura en esbiaix. Els batents de la porta no desdiuen pas del contjunt